# محمد خيرازي
محمد خيرازي (بالهولندية: Mohamed Kherrazi)‏ مواليد 29 يونيو 1990، هو لاعب كرة سلة هولندي من أصل مغربي يلعب في الدوري الهولندي لكرة السلة ويحمل الرقم 11. مثّل منتخب هولندا لكرة السلة.

## روابط خارجية
- محمد خيرازي على موقع الاتحاد الدولي لكرة السلة (الإنجليزية)
- محمد خيرازي على موقع كرة السلة الأوروبية.كوم (الإنجليزية)
- محمد خيرازي على موقع ريلجم (الإنجليزية)